# 詹氏催化剂
詹氏催化剂（英語：Zhan catalyst）又称詹氏钌催化剂，是一类用于催化烯烃复分解反应的钌卡宾络合物催化剂。由中国籍化学家詹正云首次合成得到并命名。
这类催化剂为金属钌配合物，其结构特点是含有烷氧基邻位取代亚苄甲基配体（o-RO-C6H5CH=），并对当中苯环进行功能化取代修饰使得其可键合到树脂、PEG链等聚合物载体的表面。其和另一种烯烃复分解催化剂格拉布催化剂均含有异丙氧基苯乙烯结构，但不同的是詹氏催化剂氧对位苯环碳原子还额外含有一个的磺酰胺吸电子基团。詹在其专利中提出了詹氏催化剂-I系列和詹氏催化剂-II系列共两代催化剂，其具体差异在于二甲基磺酰胺结构不同，I系列如詹氏催化剂-1B和詹氏催化剂-1C均为二甲基磺酰胺基团，而II系列中二甲基磺酰胺基团中的一个甲基则形成亚甲基与树脂或PEG载体相连。

## 历史
詹氏催化剂的灵感来源于前人在烯烃复分解领域的工作。罗伯特·格拉布于1992年首次报道了第一代和第二代Ru基烯烃复分解催化剂—格拉布催化剂。这类催化剂有良好的催化活性，但是其结构中含有的三环己基膦配体遇空气和水不稳定，而且对一些多取代烯烃的催化活性不佳。
1999年，阿米尔·H·霍维达证明采用烷氧基苯亚甲基配体的Ru催化剂比格拉布催化剂反应效果和稳定性更好。随后又有研究者在烷氧基苯亚甲基配体基础上进行取代修饰，使得催化效果进一步提高。詹正云于2003年结束美国留学生活返回中国上海创业，2003年至2005年期间对该系列催化剂进行开发，并于2007年在专利首次系统描述了这类催化剂结构。
和同样具有修饰的亚苄基配体的格拉布催化剂一样，在经历一次催化转化循环后该配体不再与中心离子结合。

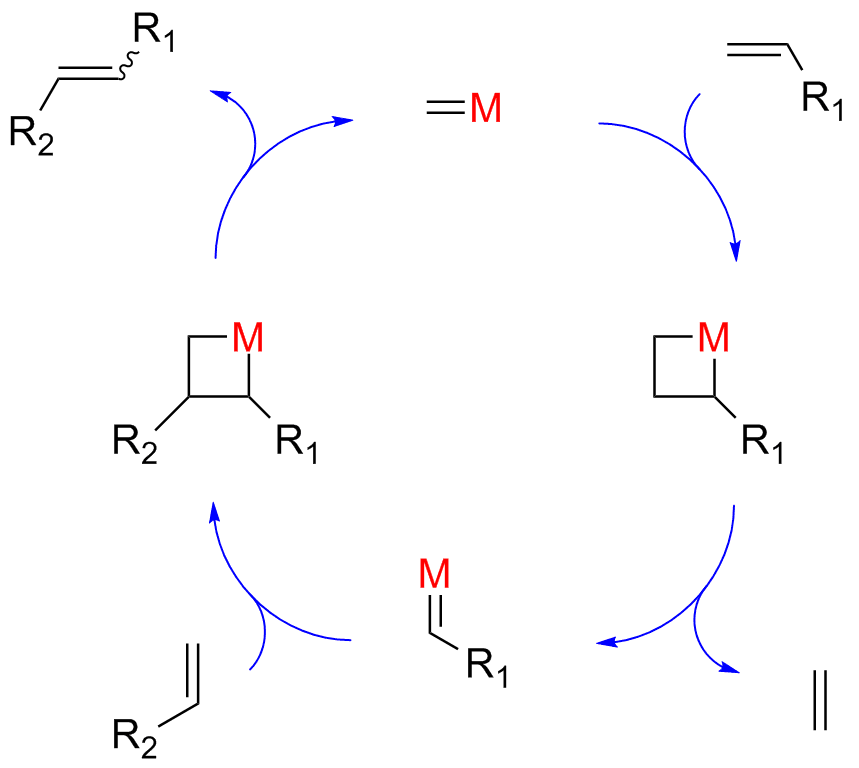
金属催化剂催化烯烃复分解反应循环

但在引发速率、邻烷氧基苯乙烯结构再螯合速率以及催化剂分解失活速率上两者有差别。2012年一项机理研究表明，詹氏催化剂与格拉布型催化剂催化烯烃复分解反应均为开环移位聚合机理，但之间的相对活化能取决于结构、烯烃和反应条件的不同。然而其无法通过实验严格确定结构的不同如何影响其催化活性。但有研究组发现其引发速率发现其与Ru-O键强度高度相关。

## 制备
詹氏催化剂由Ru配合物前体与异丙氧基苯乙烯配体在氯化亚铜中处理得到。
对于异丙氧基苯乙烯配体的制备。首先由乙炔在四氯化锡和三丁胺（Bu3N）产生的锡烷基乙炔（stannylacetylene）与酚发生邻位乙烯基化反应，得到含有乙烯基苯酚结构的中间产物，随后酚羟基在2-溴丙烷和碱作用下发生烷基化反应生成醚，就可得到詹氏催化剂中关键的异丙氧基苯乙烯配体 。